# Montes Pyrenaeus

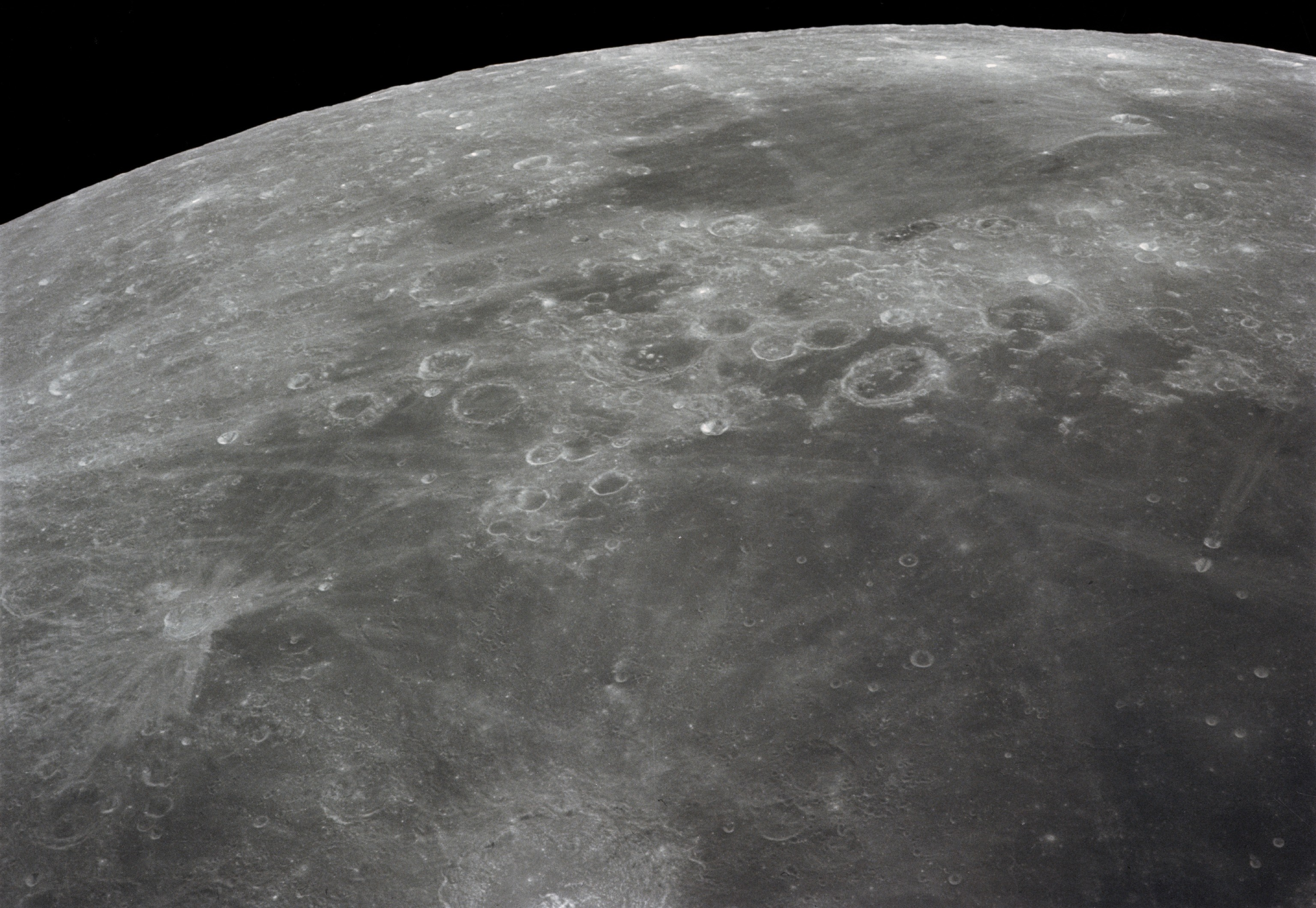
Mare Fecunditatis na pierwszym planie, Mare Nectaris w tle. Montes Pyrenaeus leżą pomiędzy dwoma morzami, na lewo od krateru Gutenberg (duży krater po prawej stronie zdjęcia)

Montes Pyrenaeus – pasmo górskie na Księżycu. Zaczyna się przy południowo-zachodniej stronie zalanego lawą krateru Gutenberg i ciągnie na południe, tworząc wschodnią granicę Mare Nectaris.
Jego współrzędne selenograficzne wynoszą ☾ 15,6°S 41,2°E/-15,600000 41,200000, a średnica 164 km. Nazwa tego łańcucha, nadana przez niemieckiego astronoma Johanna Heinricha von Mädlera pochodzi od gór Pirenejów leżących na granicy Francji i Hiszpanii.